# Pessoulens
Pessoulens är en kommun i departementet Gers i regionen Occitanien i sydvästra Frankrike. Kommunen ligger i kantonen Saint-Clar som tillhör arrondissementet Condom. År 2022 hade Pessoulens 138 invånare.

## Befolkningsutveckling
Antalet invånare i kommunen Pessoulens
Referens:INSEE